# Hinterer Wurmkogel
De Hinterer Wurmkogel, of simpelweg Wurmkogel, is een 3082 meter hoge berg in het Oostenrijkse Ötztal, gelegen in gebergte Ötztaler Alpen.
De hoge bergtop is vrij makkelijk te bereiken vanuit het bergdorpje Hochgurgl, daarvandaan kun je vanuit het dal de gondel lift naar boven nemen en de 2e Wurmkogel lift nemen om bij de Top Mountain Star te komen.
Hoewel de Top Mountain Star niet op 3082 meter hoogte is gebouwd kun je daarvandaan toch de 52 meter hogere top beklimmen.
De Hinterer Wurmkogel is bij helder weer goed zichtbaar vanuit het dal, dan wel tot aan Sölden.
Aan de andere zijde, de Italiaanse zijde, loopt de Timmelsjoch en is onder meer de Stubaier Alpen zichtbaar.